# Coniophora cordensis
Coniophora cordensis är en svampart som beskrevs av S.S. Rattan 1977. Coniophora cordensis ingår i släktet Coniophora och familjen Coniophoraceae.   Inga underarter finns listade i Catalogue of Life.